# 252e division d'infanterie
La  252e division d'infanterie (en allemand : 252. Infanterie-Division ou 252. ID) est une des divisions d'infanterie de la Wehrmacht durant la Seconde Guerre mondiale.

## Historique
La 252. Infanterie-Division est formée le 26 août 1939 à Neisse dans le Wehrkreis VIII avec du personnel d'unité de réserve en tant qu'élément de la 4. Welle (4e vague de mobilisation).
Elle capitule le 8 mai 1945 sur l'île de Bornholm pour être livrée à l'Armée rouge.

## Organisation

### Commandants
| Date                                | Grade                  | Commandant              |
| ----------------------------------- | ---------------------- | ----------------------- |
| 1er septembre 1939 - 3 février 1942 | General der Kavallerie | Diether von Böhm-Bezing |
| 3 février 1942 - 1er janvier 1943   | Generalleutnant        | Hans Schäfer            |
| 1er janvier 1943 - 12 octobre 1944  | General der Infanterie | Walter Melzer           |
| 12 octobre 1944 - 8 mai 1945        | Generalleutnant        | Paul Drekmann           |
| 24 mars 1945 - 8 mai 1945           | Oberst                 | von Unold               |

### Officiers d'opérations (Generalstabsoffiziere (Ia))
| Date                                | Grade               | Commandant               |
| ----------------------------------- | ------------------- | ------------------------ |
| 26 août 1939 - 1er novembre 1940    | Major i.G.          | Hans Hoeffner            |
| 1er novembre 1940 - 18 juillet 1941 | Major i.G.          | Eberhard von Schönefeldt |
| ? 1942 - août 1942                  | Major i.G.          | Maximilian Kemmerich     |
| août 1942 - août 1943               | Oberst i.G.         | Karl Körner              |
| 10 septembre 1943 - 15 mai 1944     | Oberstleutnant i.G. | Herbert Zimmermann       |
| 15 mai 1944 - 1er janvier 1945      | Oberstleutnant i.G. | Hugo Binder              |
| 1er janvier 1945 - Avril 1945       | Major i.G.          | Georg Binder             |

## Théâtres d'opérations
- Pologne : septembre 1939 - Novembre 1939
- West Wall : novembre 1939 - Juillet 1940
- Pologne : juillet 1940 - Juin 1941
- Front de l'Est, secteur Centre : juin 1941 - Décembre 1944
  - 1941 - 1942 : opération Barbarossa
    - 22 octobre 1941 au 22 janvier 1942 : bataille de Moscou

  - 1944 : opération Bagration
- Pologne : décembre 1944 - Mai 1945

## Ordres de bataille
août 1939
- Infanterie-Regiment 452
- Infanterie-Regiment 461
- Infanterie-Regiment 472
- Artillerie-Regiment 252
- Pionier-Bataillon 252
- Panzerabwehr-Abteilung 252
- Aufklärungs-Abteilung 252
- Infanterie-Divisions-Nachrichten-Abteilung 252
- Infanterie-Divisions-Nachschubführer 252

Novembre 1941
- Infanterie-Regiment 7
- Infanterie-Regiment 461
- Infanterie-Regiment 472 (dissous en janvier/février 1943 et reformé en mai 1944)
- Artillerie-Regiment 252
- Pionier-Bataillon 252
- Panzerabwehr-Abteilung 252
- Aufklärungs-Abteilung 252
- Infanterie-Divisions-Nachrichten-Abteilung 252
- Infanterie-Divisions-Nachschubführer 252

Mai 1944
- Grenadier-Regiment 7
- Grenadier-Regiment 461
- Grenadier-Regiment 472
- Divisions-Bataillon 252
- Artillerie-Regiment 252
- Pionier-Bataillon 252
- Feldersatz-Bataillon 252
- Panzerabwehr-Abteilung 252
- Infanterie-Divisions-Nachrichten-Abteilung 252
- Infanterie-Divisions-Nachschubführer 252

- IV Litauische Bau-Abteilung[1] (intégrer à la divisions en 1945 , date inconnue)

## Décorations
Des membres de cette division ont été récompensés à titre personnel pour leurs faits de guerre:
- Insigne de combat rapproché en Or : 1
- Croix allemande
  - en Argent : 1
  - en Or : 88
- Croix de chevalier de la croix de fer
  - 22
  - 1 feuilles de chêne